# Cimitero d'Auteuil
Il cimitero Auteuil (cimetière d'Auteuil) è un cimitero di Parigi situato in rue Claude Lorrain no. 57, nel XVI arrondissement di Parigi.
Ancora oggi è riconosciuto come il primo cimitero associato alla chiesa di Notre-Dame-d'Auteuil, costruito nell'omonimo villaggio nell'XI secolo, poi ristrutturato nel XIV secolo e successivamente ampliato più volte. Rimane, come un residuo, un monumento dedicato a Henri François d'Aguesseau, oggi sito sulla piazza antistante la chiesa. Il vecchio cimitero fu trasferito nella sede attuale nel 1793. Inaugurato ufficialmente nel 1800, venne ampliato nel 1843 e nel 1847, per poi essere assegnato a Parigi con l'assorbimento del comune di Auteuil nel 1860.
Nonostante la sua piccola dimensione (72 are), il cimitero contiene un gran numero di tombe e cappelle ove sono sepolte anche varie personalità.

## Personalità sepolte
- Raymond Abellio (1907-1986), scrittore
- Jacques Baratier (1918-2009), regista e sceneggiatore
- Gaston Béthune (1857-1897), pittore
- Pierre Jean Georges Cabanis (1757-1808), fisiologista e filosofo[1]
- Jean-Baptiste Carpeaux (1827-1875), scultore[2]
- Paul Dalloz (1829-1887), giornalista
- Orane Demazis (1894-1991), attrice
- Raoul Follereau (1903-1977), poeta, giornalista e attivista dei diritti umani
- Abel Gance (1889-1981), regista
- Paul Gavarni (1804-1856), artista e disegnatore
- Charles Gounod (1818-1893), compositore
- Pierre Granier-Deferre (1927-2007), regista
- Alain Griotteray (1922-2008), politico e giornalista
- Léon Heuzey (1831-1921), archeologo
- Jacques Lacornée (1779-1856), architetto
- Adrien-Marie Legendre (1752-1833), matematico
- Théodore Leveau (1896-1971), architetto
- Simon Charles Miger (1736-1828), naturalista
- Louis Possoz (1813-1887), ingegnere chimico
- Albert Préjean (1894-1979), attore
- Élias Robert (1821-1874), scultore
- Hubert Robert (1733-1808), pittore
- Louis Roussel (1825-1897), fondatore della Fondation d'Auteuil
- Adalbert e Louis de Talleyrand-Périgord (1837-1915 / 1867-1951), duchi di Montmorency
- Henri Ternaux-Compans (1807-1864), storico
- Benjamin Thompson (1753-1814), fisico
- Hippolyte de Villemessant (1810-1879), giornalista
- Adolphe Yvon (1817-1893), pittore
- Pierre Zimmerman (1785-1853), pianista